# 馬思恆
馬思恆（英語：Helena Ma，1983年12月3日—），香港女歌手及演員，Cookies組合的前成員。於2003年4月離開唱片公司，後淡出娛樂圈。

## 演藝事業
早期在街上被星探發掘，經培訓後加入唱片公司EMI，2002年以Cookies成員身份正式出道。
2003年4月，Cookies進行成員重組，馬思恆與陳素瑩、何綺玲、區文詩、蒲茜兒一同退出Cookies，往其他途徑發展。退出Cookies後，馬思恆曾參加過不少電影、電視劇的演出，但隨後亦逐漸淡出娛樂圈。
2010年8月，與陳素瑩、何綺玲、區文詩合體舉辦演唱會，她在專訪中表示，對唱歌已經沒有興趣，但有意繼續從事電影及模特兒工作，之後卻未見落實。
2012年8月3日，與陳素瑩、何綺玲、區文詩連同Cookies四餅中的楊愛瑾、吳雨霏、鄧麗欣一同為同期出道的組合Shine擔任演唱會嘉賓。

## 生活經歷
退出Cookies之後，馬思恆變得情緒低落，有輕微抑鬱症狀，最後利用畫畫、手工藝等方式抒發情緒，走出抑鬱陰霾，並前往美國修讀藝術治療碩士。在八年時間內，讀了兩個碩士學位，分別是婚姻家庭治療師，以及藝術治療，現已持牌成為婚姻治療師兼藝術治療師，2015年回港參加參加國際表達藝術治療協會國際會議，受訪時表示，其仍在加州修讀博士學位。她計劃修讀博士學位後回港發展，幫助有需要的精神病患者，呼籲大家不要歧視及標籤對待患者。她認為雖然在美國的薪酬及機會較多，但她始終是香港人，香港是她成長的地方，希望日後能回到香港，回饋社會。

## 音樂作品

### 專輯
| 年份   | 演唱歌手 | 唱片公司 | 專輯名稱       | 專輯類型 | 曲目 |
| 2002年 | Cookies  | EMI      | Happy Birthday | EP       | Happy Birthday 心急人上 紅組加油!! 曲奇自助餐 Forever Friends 心急人上 (Doki Doki Mix)                  |
| 2002年 | Cookies  | EMI      | Merry X'mas    | 大碟     | 宇宙最強 曲奇聖誕歌 不要離我太遠 認住我 青春不老 麥包 最後一塊 問幾米 (心急人上國語版) 宇宙最強 (Remix) |

### 單曲
| 年份 | 歌名 | 歌手                           | 介紹                          |
| ---- | ---- | ------------------------------ | ----------------------------- |
| 2010 | 拍檔 | 馬思恆、陳素瑩、區文詩、何綺玲 | 曲奇Happy2gether演唱會 主題曲 |

## 電影
| 年份 | 電影名稱       | 角色         | 合作演員                             |
| ---- | -------------- | ------------ | ------------------------------------ |
| 2002 | 九個女仔一隻鬼 | 阿靚         | 陳冠希、鄧麗欣、楊愛瑾、傅穎、吳雨霏 |
| 2003 | 百分百感覺2003 | 高層         | 余文樂、鄧麗欣、楊愛瑾、傅穎、吳雨霏 |
| 2003 | 戀上你的床     | 女PTU        | 劉青雲、古天樂、鄭秀文、蔡卓妍       |
| 2003 | 六樓后座       | 六樓后座朋友 | 麥浚龍、林嘉欣、蘇永康、盧巧音       |

## 電視劇
| 年份 | 類型     | 電視劇名稱 | 角色           | 合作演員                             |
| ---- | -------- | ---------- | -------------- | ------------------------------------ |
| 2002 | 網劇     | 藍罐最痛   | 女子籃球隊成員 | 許志安、鄧麗欣、楊愛瑾、傅穎、吳雨霏 |
| 2002 | 網劇     | 百分百感覺 | Cookies        | 鄭中基、鄧麗欣、楊愛瑾、傅穎、吳雨霏 |
| 2003 | 無線電視 | 美麗在望   | Cookies        | 容祖兒、鄧麗欣、楊愛瑾               |
| 2004 | 無線電視 | 青出於藍   | 易芷韻         | 歐陽震華、郭可盈、陶大宇、趙頌茹     |